# سلاح هسته‌ای استراتژیک

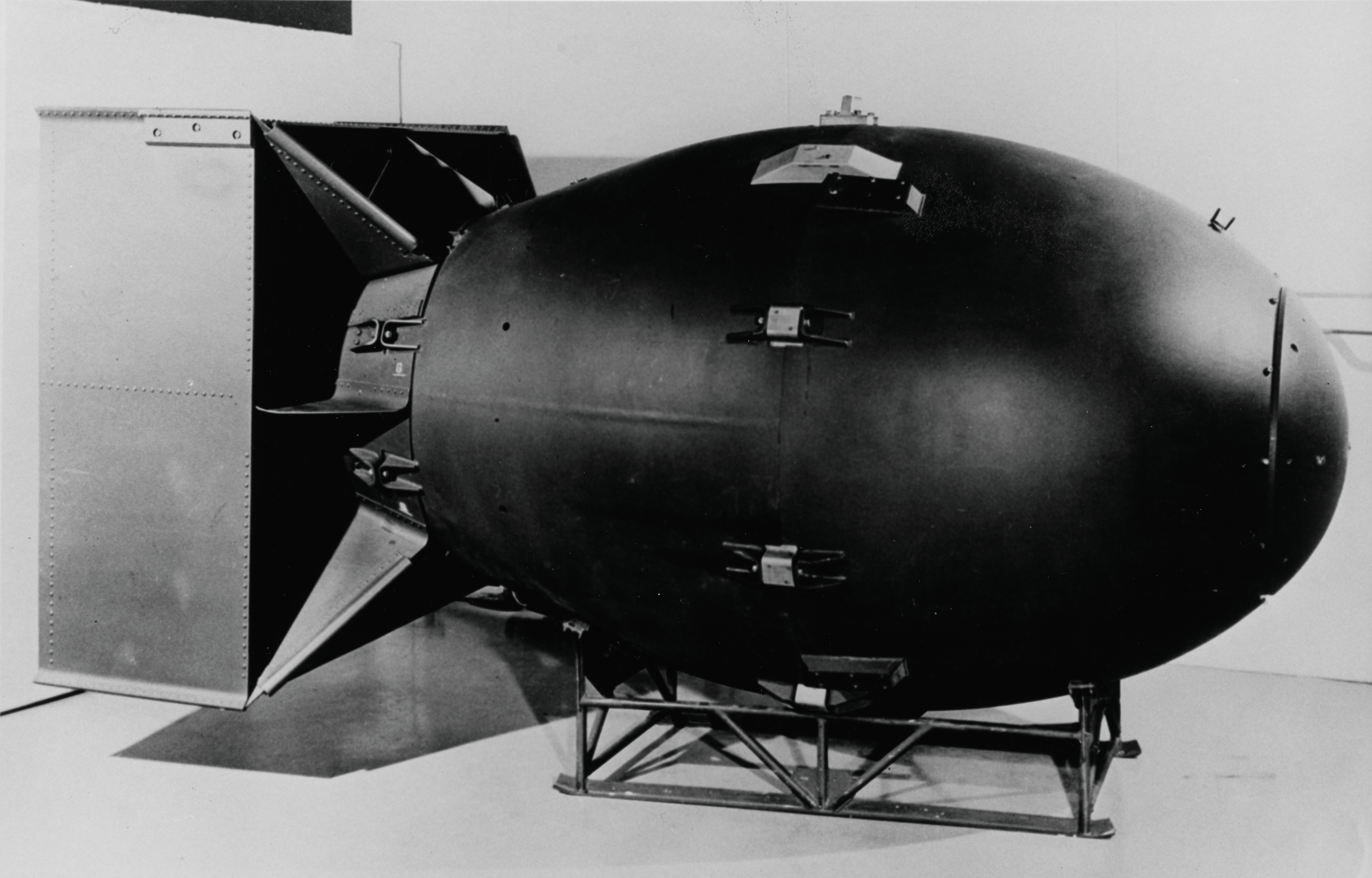
مرد چاق یک سلاح هسته‌ای استراتژیک بود که در مراحل پایانی جنگ جهانی دوم بر روی شهر ناگازاکی ژاپن انداخته شد.

سلاح هسته‌ای استراتژیک (انگلیسی: Strategic nuclear weapon) یا سلاح هسته‌ای راهبردی جنگ‌افزاری هسته‌ای است که برای استفاده در اهدافی که اغلب در سرزمین‌های مسکونی و دور از میدان نبرد به عنوان بخشی از یک هدف استراتژیک هستند، مانند پایگاه‌های نظامی، مراکز فرماندهی نظامی، صنایع تسلیحاتی، زیرساخت‌های حمل و نقل، اقتصادی و انرژی و اهداف متقابل مانند مناطق شهری طراحی شده است. این سلاح در تضاد با سلاح هسته‌ای تاکتیکی است که برای استفاده در نبرد به عنوان بخشی از حمله با جنگ‌افزار متعارف و اغلب نزدیک به نیروهای خودی، احتمالاً در سرزمین‌های دوست مورد مناقشه، طراحی شده است. تا سال ۲۰۲۵، سلاح‌های هسته‌ای استراتژیک دو بار در بمباران اتمی هیروشیما و ناگاساکی توسط ایالات متحده در سال ۱۹۴۵ مورد استفاده قرار گرفته‌اند.
سلاح‌های هسته‌ای استراتژیک عموماً بازده بسیار زیادی دارند و معمولاً از ۱۰۰ کیلوتن تا بازده مخرب در محدوده مگاتن، برای استفاده به ویژه در داخل کشور دشمن و دور از نیروهای خودی برای به حداکثر رساندن خسارت، به کار گرفته می‌شوند و به ویژه به اهداف سخت مدفون، مانند سیلوهای موشک یا اهداف منطقه‌ای وسیع مانند یک بمب‌افکن بزرگ یا پایگاه دریایی، مورد استفاده قرار می‌گیرند.